# Чанги
Чанги (кор. 장기?, 將棋?) — настольная игра шахматного типа, распространённая в Корее. Считается производной от китайской игры сянци. Использует практически аналогичную сянци доску, тот же набор фигур, отличается правилами ходов.

## Правила игры

### Доска
В чанги играют на прямоугольной доске, расчерченной вертикальными и горизонтальными линиями, 9×10 линий (9 вертикалей и 10 горизонталей). При игре, как в го или рэндзю, фигуры ставятся на пересечения линий, называемые пунктами. Девять пунктов на стороне каждого игрока, образованные пересечениями трёх ближайших к игроку горизонталей и трёх центральных вертикалей, образуют дворец — он выделяется на доске проходящими через центральное и угловые поля дворца диагональными линиями. Дворец влияет на ходы некоторых фигур.
Отличием от доски сянци является то, что на доске чанги нет реки — в пространстве между пятой и шестой горизонталью линии вертикалей не прерываются, и всем фигурам, кроме генералов и охранников, доступна вся доска.

### Фигуры и ходы
|  |  |  |  |  |  |  |

Оба игрока получают одинаковые комплекты фигур, каждый — своего цвета. Традиционно один комплект имеет зелёный или синий цвет, второй — красный. Традиционной формой фигур чанги являются плоские восьмиугольники с нанесёнными на них иероглифами обозначениями. Фигуры имеют различные размеры — чем более важной считается фигура, тем она больше. Первыми в партии ходят зелёные, затем ходы делаются по очереди.
Каждый комплект включает шестнадцать фигур: генерала, двух охранников, двух слонов, двух коней, две колесницы, две пушки и пять солдат. Состав фигур тот же самый, что в сянци, часть фигур ходит аналогично, часть — отличным от сянци образом.
Фигуры чанги могут делать либо обычные ходы, либо ходы со взятием. Ход со взятием может делаться, когда на конечном поле, куда ходит фигура, стоит фигура противника. При взятии фигура противника снимается с доски, а взявшая её фигура становится на её место. В отличие от европейских шахмат, в чанги все фигуры ходят так же, как и бьют (в шахматах пешка делает обычный ход одним образом, ход со взятием — другим). Взятые фигуры снимаются с доски и более в данной партии не появляются.
Существует оригинальное правило в расстановке фигур: в отличие от других шахматных игр, где начальная расстановка обычно фиксирована, в чанги игроки могут менять положение слонов и коней. В стандартной расстановке фигуры идут в «шахматном» порядке: колесница, конь, слон, охранник, генерал (на второй горизонтали), охранник, слон, конь, колесница. Но игрок вправе поменять местами слонов и коней. Согласно принятой традиции, после жеребьёвки цвета (выполняемой вполне привычным европейцам образом: один из игроков зажимает в руках пешки (солдат) разного цвета, другой выбирает одну из рук, таким образом получая тот или иной цвет) сначала свои фигуры расставляет играющий красными, и только потом — играющий зелёными. Считается, что это даёт зелёным некоторое стратегическое преимущество: расставляя свои фигуры вторым, этот игрок может по своему желанию, либо скопировать положение слонов и коней противника, либо выбрать противоположное.

#### Генерал
В начале партии находится на центральном пункте дворца. Пункт позади генерала остаётся пустым.
Ходит на одну клетку по вертикали или горизонтали, а также по изображённым на доске диагональным линиям, соединяющим углы дворца с центральным его пунктом. Может перемещаться только в пределах дворца. Генерал — главная фигура, её потеря означает проигрыш партии. Поэтому запрещено оставлять своего генерала под боем фигуры противника. Также запрещено оставлять своего генерала в противостоянии с генералом противника, то есть в положении, когда генералы стоят на одной вертикали и между ними нет фигур.

#### Охранник
В начальной позиции находятся на первой горизонтали, на угловых пунктах дворца.
Ходит так же, как генерал — на одно поле по вертикали, горизонтали и отмеченным диагоналям, не может выходить за пределы дворца. Из-за ограниченной области действия считается довольно слабой фигурой, в партии используется практически только для охраны генерала.

#### Конь
В начале партии кони располагаются на первой горизонтали, на вторых или третьих вертикалях от краёв доски.
Ходит аналогично коню в сянци — за один ход делает два движения — сначала на одну клетку по вертикали или горизонтали, затем на одну клетку по диагонали вправо или влево от направления первого движения. Конь в чанги — линейная фигура, он не «прыгает» через поля, а перемещается в плоскости доски, поэтому любая фигура, как своя, так и неприятельская, стоящая на соседнем с конём по вертикали или горизонтали поле, блокирует его движение в данном направлении.

#### Слон
Слоны в начальной расстановке помещаются на первой горизонтали, справа и слева от охранников, либо на одну вертикаль дальше от них.
Ход слона в чанги совершенно оригинален. Он представляет собой «удлинённый» ход коня: слон ходит на одну клетку по вертикали или горизонтали, а затем по прямой на две клетки по диагонали вправо или влево от направления первого движения. Как и конь, слон является линейной фигурой, перемещается в плоскости доски, поэтому любая фигура, своя или неприятельская, стоящая на одном из промежуточных пунктов его движения, блокирует соответствующий ход.
В отличие от сянци, где слоны предназначаются исключительно для обороны и не могут выходить за пределы своей половины доски (пересекать реку), в чанги они могут свободно действовать по всей доске.

#### Колесница
В начальной расстановке колесницы располагаются на угловых полях доски. Колесница — аналог одноимённой фигуры сянци или шахматной ладьи. Она ходит на любое расстояние по вертикали либо по горизонтали, в пределах одного хода перемещаясь только по прямой. Помимо этого, в пределах дворца колесница может двигаться по отмеченным диагоналям, также только по прямой.

#### Пушка
Пушка может ходить и бить фигуры противника только перепрыгивая через другую свою или чужую фигуру. Обычный (без взятия) ход пушки делается по вертикали или горизонтали, в направлении, где стоит какая-либо фигура, за которой имеется один или более свободный пункт. Пушка при ходе перепрыгивает через эту фигуру и ставится на любое из находящихся за ней свободное поле. Между начальным и конечным полем перемещения пушки должна быть ровно одна фигура, если фигур больше или нет совсем — ход не допускается.
Пушка может взять (побить) фигуру противника, стоящую на одной с ней вертикали или горизонтали за какой-либо своей или неприятельской фигурой. При взятии пушка, как и при обычном ходе, перепрыгивает через стоящую между начальным и конечным полем фигуру и ставится на место взятой фигуры. Для взятия необходимо, чтобы между пушкой и берущейся фигурой находилась ровно одна фигура (неважно, какого цвета). Соответственно, пушка угрожает всем полям, находящимся на одной вертикали или горизонтали с ней, после любой своей или неприятельской фигуры. Чтобы защитить фигуру от угрозы пушки противника, можно, помимо очевидных действий (побить пушку или убрать свою фигуру из-под угрозы) удалить фигуру, через которую пушка должна прыгнуть при ударе, либо ввести между пушкой и защищаемой фигурой ещё одну фигуру — бить через две фигуры пушка не может. Две фигуры своего цвета, стоящие рядом на одной вертикали или горизонтали с пушкой, являются для неё непреодолимым препятствием — перепрыгнуть две фигуры пушка не может, а бить свои фигуры нельзя.
В пределах дворца пушка может двигаться и бить по отмеченным диагоналям, соблюдая все остальные правила. То есть для того, чтобы пойти по диагонали дворца, пушка должна стоять на угловом пункте, на центральном пункте должна находиться какая-нибудь фигура, а пустое поле, на которое делается ход, либо фигура противника, которую нужно побить, должна стоять на противоположном углу дворца. При движении через дворец по вертикалям и горизонталям пушка ходит точно так же, как на любой другой части доски.
Пушка не может прыгать через свою или чужую пушку и не может бить пушку противника. Кроме того, запрещено делать первый ход в партии пушкой.
Пушка — фигура с изменяемой силой. На начальном этапе партии, пока на доске много фигур, через которые пушка может прыгать, она является очень сильной и подвижной фигурой. По мере выбытия фигур из игры у пушек становится всё меньше возможностей ходить и бить фигуры противника — их сила уменьшается.

#### Солдат
Солдат ходит на одну клетку вперёд, вправо или влево. Кроме того, в пределах неприятельского дворца он может ходить по отмеченным диагоналям, на одну клетку за ход, но только вперёд. Солдат, в отличие от шахматной пешки, бьёт так же, как и ходит. Солдат, дошедший до последней горизонтали доски, может двигаться только вбок.

### Порядок ходов
Первыми ходят зелёные, затем ходы делаются по очереди. Если игрок не может сделать по правилам ни одного хода, он пропускает свой ход, но если какой-либо ход возможен, отказаться от своего хода нельзя. Запрещены ходы, которые ставят своего генерала под удар (то есть на поле, которому угрожает фигура противника).

### Завершение партии
Как в большинстве шахматных игр, партия заканчивается, если одному из игроков удалось поставить мат генералу другого, то есть создать позицию, когда генерал противника находится под боем и противник не может следующим своим ходом прикрыть его или вывести из-под удара. Если у обоих игроков не осталось достаточно фигур, чтобы можно было объявить мат, фиксируется ничья.
Из-за наличия правила пропуска хода пат в чанги невозможен — игрок, который не имеет возможности ходить, просто пропустит ход. В чрезвычайно редком случае взаимного пата (когда ни один из игроков не имеет ни одного хода по правилам) — объявляется ничья.
Ничья также присуждается в случае, если после хода игрока генералы оказались стоящими друг напротив друга (каждый в своём дворце), между ними нет никаких фигур, а второй игрок (тот, чья очередь ходить) не может ни увести своего генерала от противостояния, ни ввести между генералами какую-нибудь свою фигуру.
Также существует правило форсированной ничьей: если один из игроков своим ходом вызвал противостояние генералов (как в предыдущем случае), но у противника есть допустимые ходы, то противник может, по собственному выбору, либо прервать противостояние, либо объявить ничью. Это правило позволяет в некоторых случаях спасти безнадёжную партию: игрок может объявить ничью, если в результате хода, прерывающего противостояние генералов, он понёс бы существенные потери. Правило форсированной ничьей не общепринято, и применяется только тогда, когда игроки до начала партии договорились ему следовать.
В официальных турнирах применяются правила, которые исключают возможность ничьей. Для этого при ничейном результате партии производится подсчёт очков. Очки начисляются за те фигуры, которые на момент завершения партии остались у игроков на доске:
- Колесница — 13 очков
- Пушка — 7 очков
- Конь — 5 очков
- Слон — 3 очка
- Охранник — 3 очка
- Солдат — 2 очка

Дополнительно играющий красными получает 1,5 очка компенсации за то, что зелёные ходили первыми. По результатам подсчёта тот, у кого очков больше, объявляется победителем. Нецелый размер компенсации за первый ход приводит к тому, что равенство числа очков невозможно, следовательно, турнирных ничьих в официальных партиях не бывает.

## Отличия от сянци
Ввиду совершенно очевидного сходства чанги с китайскими шахматами сянци, имеет смысл выделить различия в правилах этих игр.
- Доска для чанги не имеет реки, которая в сянци ограничивает движение слонов. Все фигуры, кроме генералов и охранников, могут ходить по всей доске.
- В начальной расстановке генерал стоит на пересечении средней вертикали и второй от игрока горизонтали (в сянци генерал стоит на первой горизонтали).
- Игроки могут поменять местами слонов и коней в начальной расстановке.
- Отличаются ходы фигур:
  - Генерал ходит по вертикалям, горизонталям и отмеченным диагоналям дворца (в сянци — только по вертикалям и горизонталям).
  - Охранники ходят по вертикалям, горизонталям и отмеченным диагоналям дворца (в сянци — только по диагоналям).
  - Ход слона похож на ход коня — перед тем, как переместиться на две клетки по диагонали, слон делает движение на одну клетку по вертикали или горизонтали (в сянци слон просто ходит на две клетки по диагонали).
  - Ход пушки происходит прыжком через другую фигуру, независимо от того, берётся фигура противника или нет (в сянци пушка бьёт, прыгая через фигуру, но тихий ход делает аналогично колеснице).
  - Солдат может ходить вперёд, вправо или влево на всей доске (в сянци ходы пешки вбок разрешены только за рекой).
- Все фигуры, которые ходят по вертикалям и горизонталям, попав во дворец, могут также ходить, соблюдая основные принципы своего движения, по отмеченным диагоналям дворца. В сянци такого правила нет.
- Разрешён ход, вызывающий противостояние генералов при отсутствии между ними фигур.
- Существует правило форсированной ничьей при противостоянии генералов.
- Правило пропуска хода.

## Европейский вариант
|    | A | B | C | D | E | F | G | H | I |    |
| 10 | A10 чёрная колесница · B10 чёрный конь · C10 чёрный слон · D10 чёрный охранник · F10 чёрный охранник · G10 чёрный слон · H10 чёрный конь · I10 чёрная колесница · E9 чёрный генерал · B8 чёрная пушка · H8 чёрная пушка · A7 чёрный солдат · C7 чёрный солдат · E7 чёрный солдат · G7 чёрный солдат · I7 чёрный солдат · A4 белый солдат · C4 белый солдат · E4 белый солдат · G4 белый солдат · I4 белый солдат · B3 белая пушка · H3 белая пушка · E2 белый генерал · A1 белая колесница · B1 белый конь · C1 белый слон · D1 белый охранник · F1 белый охранник · G1 белый слон · H1 белый конь · I1 белая колесница | A10 чёрная колесница · B10 чёрный конь · C10 чёрный слон · D10 чёрный охранник · F10 чёрный охранник · G10 чёрный слон · H10 чёрный конь · I10 чёрная колесница · E9 чёрный генерал · B8 чёрная пушка · H8 чёрная пушка · A7 чёрный солдат · C7 чёрный солдат · E7 чёрный солдат · G7 чёрный солдат · I7 чёрный солдат · A4 белый солдат · C4 белый солдат · E4 белый солдат · G4 белый солдат · I4 белый солдат · B3 белая пушка · H3 белая пушка · E2 белый генерал · A1 белая колесница · B1 белый конь · C1 белый слон · D1 белый охранник · F1 белый охранник · G1 белый слон · H1 белый конь · I1 белая колесница | A10 чёрная колесница · B10 чёрный конь · C10 чёрный слон · D10 чёрный охранник · F10 чёрный охранник · G10 чёрный слон · H10 чёрный конь · I10 чёрная колесница · E9 чёрный генерал · B8 чёрная пушка · H8 чёрная пушка · A7 чёрный солдат · C7 чёрный солдат · E7 чёрный солдат · G7 чёрный солдат · I7 чёрный солдат · A4 белый солдат · C4 белый солдат · E4 белый солдат · G4 белый солдат · I4 белый солдат · B3 белая пушка · H3 белая пушка · E2 белый генерал · A1 белая колесница · B1 белый конь · C1 белый слон · D1 белый охранник · F1 белый охранник · G1 белый слон · H1 белый конь · I1 белая колесница | A10 чёрная колесница · B10 чёрный конь · C10 чёрный слон · D10 чёрный охранник · F10 чёрный охранник · G10 чёрный слон · H10 чёрный конь · I10 чёрная колесница · E9 чёрный генерал · B8 чёрная пушка · H8 чёрная пушка · A7 чёрный солдат · C7 чёрный солдат · E7 чёрный солдат · G7 чёрный солдат · I7 чёрный солдат · A4 белый солдат · C4 белый солдат · E4 белый солдат · G4 белый солдат · I4 белый солдат · B3 белая пушка · H3 белая пушка · E2 белый генерал · A1 белая колесница · B1 белый конь · C1 белый слон · D1 белый охранник · F1 белый охранник · G1 белый слон · H1 белый конь · I1 белая колесница | A10 чёрная колесница · B10 чёрный конь · C10 чёрный слон · D10 чёрный охранник · F10 чёрный охранник · G10 чёрный слон · H10 чёрный конь · I10 чёрная колесница · E9 чёрный генерал · B8 чёрная пушка · H8 чёрная пушка · A7 чёрный солдат · C7 чёрный солдат · E7 чёрный солдат · G7 чёрный солдат · I7 чёрный солдат · A4 белый солдат · C4 белый солдат · E4 белый солдат · G4 белый солдат · I4 белый солдат · B3 белая пушка · H3 белая пушка · E2 белый генерал · A1 белая колесница · B1 белый конь · C1 белый слон · D1 белый охранник · F1 белый охранник · G1 белый слон · H1 белый конь · I1 белая колесница | A10 чёрная колесница · B10 чёрный конь · C10 чёрный слон · D10 чёрный охранник · F10 чёрный охранник · G10 чёрный слон · H10 чёрный конь · I10 чёрная колесница · E9 чёрный генерал · B8 чёрная пушка · H8 чёрная пушка · A7 чёрный солдат · C7 чёрный солдат · E7 чёрный солдат · G7 чёрный солдат · I7 чёрный солдат · A4 белый солдат · C4 белый солдат · E4 белый солдат · G4 белый солдат · I4 белый солдат · B3 белая пушка · H3 белая пушка · E2 белый генерал · A1 белая колесница · B1 белый конь · C1 белый слон · D1 белый охранник · F1 белый охранник · G1 белый слон · H1 белый конь · I1 белая колесница | A10 чёрная колесница · B10 чёрный конь · C10 чёрный слон · D10 чёрный охранник · F10 чёрный охранник · G10 чёрный слон · H10 чёрный конь · I10 чёрная колесница · E9 чёрный генерал · B8 чёрная пушка · H8 чёрная пушка · A7 чёрный солдат · C7 чёрный солдат · E7 чёрный солдат · G7 чёрный солдат · I7 чёрный солдат · A4 белый солдат · C4 белый солдат · E4 белый солдат · G4 белый солдат · I4 белый солдат · B3 белая пушка · H3 белая пушка · E2 белый генерал · A1 белая колесница · B1 белый конь · C1 белый слон · D1 белый охранник · F1 белый охранник · G1 белый слон · H1 белый конь · I1 белая колесница | A10 чёрная колесница · B10 чёрный конь · C10 чёрный слон · D10 чёрный охранник · F10 чёрный охранник · G10 чёрный слон · H10 чёрный конь · I10 чёрная колесница · E9 чёрный генерал · B8 чёрная пушка · H8 чёрная пушка · A7 чёрный солдат · C7 чёрный солдат · E7 чёрный солдат · G7 чёрный солдат · I7 чёрный солдат · A4 белый солдат · C4 белый солдат · E4 белый солдат · G4 белый солдат · I4 белый солдат · B3 белая пушка · H3 белая пушка · E2 белый генерал · A1 белая колесница · B1 белый конь · C1 белый слон · D1 белый охранник · F1 белый охранник · G1 белый слон · H1 белый конь · I1 белая колесница | A10 чёрная колесница · B10 чёрный конь · C10 чёрный слон · D10 чёрный охранник · F10 чёрный охранник · G10 чёрный слон · H10 чёрный конь · I10 чёрная колесница · E9 чёрный генерал · B8 чёрная пушка · H8 чёрная пушка · A7 чёрный солдат · C7 чёрный солдат · E7 чёрный солдат · G7 чёрный солдат · I7 чёрный солдат · A4 белый солдат · C4 белый солдат · E4 белый солдат · G4 белый солдат · I4 белый солдат · B3 белая пушка · H3 белая пушка · E2 белый генерал · A1 белая колесница · B1 белый конь · C1 белый слон · D1 белый охранник · F1 белый охранник · G1 белый слон · H1 белый конь · I1 белая колесница | 10 |
| 9  | A10 чёрная колесница · B10 чёрный конь · C10 чёрный слон · D10 чёрный охранник · F10 чёрный охранник · G10 чёрный слон · H10 чёрный конь · I10 чёрная колесница · E9 чёрный генерал · B8 чёрная пушка · H8 чёрная пушка · A7 чёрный солдат · C7 чёрный солдат · E7 чёрный солдат · G7 чёрный солдат · I7 чёрный солдат · A4 белый солдат · C4 белый солдат · E4 белый солдат · G4 белый солдат · I4 белый солдат · B3 белая пушка · H3 белая пушка · E2 белый генерал · A1 белая колесница · B1 белый конь · C1 белый слон · D1 белый охранник · F1 белый охранник · G1 белый слон · H1 белый конь · I1 белая колесница | A10 чёрная колесница · B10 чёрный конь · C10 чёрный слон · D10 чёрный охранник · F10 чёрный охранник · G10 чёрный слон · H10 чёрный конь · I10 чёрная колесница · E9 чёрный генерал · B8 чёрная пушка · H8 чёрная пушка · A7 чёрный солдат · C7 чёрный солдат · E7 чёрный солдат · G7 чёрный солдат · I7 чёрный солдат · A4 белый солдат · C4 белый солдат · E4 белый солдат · G4 белый солдат · I4 белый солдат · B3 белая пушка · H3 белая пушка · E2 белый генерал · A1 белая колесница · B1 белый конь · C1 белый слон · D1 белый охранник · F1 белый охранник · G1 белый слон · H1 белый конь · I1 белая колесница | A10 чёрная колесница · B10 чёрный конь · C10 чёрный слон · D10 чёрный охранник · F10 чёрный охранник · G10 чёрный слон · H10 чёрный конь · I10 чёрная колесница · E9 чёрный генерал · B8 чёрная пушка · H8 чёрная пушка · A7 чёрный солдат · C7 чёрный солдат · E7 чёрный солдат · G7 чёрный солдат · I7 чёрный солдат · A4 белый солдат · C4 белый солдат · E4 белый солдат · G4 белый солдат · I4 белый солдат · B3 белая пушка · H3 белая пушка · E2 белый генерал · A1 белая колесница · B1 белый конь · C1 белый слон · D1 белый охранник · F1 белый охранник · G1 белый слон · H1 белый конь · I1 белая колесница | A10 чёрная колесница · B10 чёрный конь · C10 чёрный слон · D10 чёрный охранник · F10 чёрный охранник · G10 чёрный слон · H10 чёрный конь · I10 чёрная колесница · E9 чёрный генерал · B8 чёрная пушка · H8 чёрная пушка · A7 чёрный солдат · C7 чёрный солдат · E7 чёрный солдат · G7 чёрный солдат · I7 чёрный солдат · A4 белый солдат · C4 белый солдат · E4 белый солдат · G4 белый солдат · I4 белый солдат · B3 белая пушка · H3 белая пушка · E2 белый генерал · A1 белая колесница · B1 белый конь · C1 белый слон · D1 белый охранник · F1 белый охранник · G1 белый слон · H1 белый конь · I1 белая колесница | A10 чёрная колесница · B10 чёрный конь · C10 чёрный слон · D10 чёрный охранник · F10 чёрный охранник · G10 чёрный слон · H10 чёрный конь · I10 чёрная колесница · E9 чёрный генерал · B8 чёрная пушка · H8 чёрная пушка · A7 чёрный солдат · C7 чёрный солдат · E7 чёрный солдат · G7 чёрный солдат · I7 чёрный солдат · A4 белый солдат · C4 белый солдат · E4 белый солдат · G4 белый солдат · I4 белый солдат · B3 белая пушка · H3 белая пушка · E2 белый генерал · A1 белая колесница · B1 белый конь · C1 белый слон · D1 белый охранник · F1 белый охранник · G1 белый слон · H1 белый конь · I1 белая колесница | A10 чёрная колесница · B10 чёрный конь · C10 чёрный слон · D10 чёрный охранник · F10 чёрный охранник · G10 чёрный слон · H10 чёрный конь · I10 чёрная колесница · E9 чёрный генерал · B8 чёрная пушка · H8 чёрная пушка · A7 чёрный солдат · C7 чёрный солдат · E7 чёрный солдат · G7 чёрный солдат · I7 чёрный солдат · A4 белый солдат · C4 белый солдат · E4 белый солдат · G4 белый солдат · I4 белый солдат · B3 белая пушка · H3 белая пушка · E2 белый генерал · A1 белая колесница · B1 белый конь · C1 белый слон · D1 белый охранник · F1 белый охранник · G1 белый слон · H1 белый конь · I1 белая колесница | A10 чёрная колесница · B10 чёрный конь · C10 чёрный слон · D10 чёрный охранник · F10 чёрный охранник · G10 чёрный слон · H10 чёрный конь · I10 чёрная колесница · E9 чёрный генерал · B8 чёрная пушка · H8 чёрная пушка · A7 чёрный солдат · C7 чёрный солдат · E7 чёрный солдат · G7 чёрный солдат · I7 чёрный солдат · A4 белый солдат · C4 белый солдат · E4 белый солдат · G4 белый солдат · I4 белый солдат · B3 белая пушка · H3 белая пушка · E2 белый генерал · A1 белая колесница · B1 белый конь · C1 белый слон · D1 белый охранник · F1 белый охранник · G1 белый слон · H1 белый конь · I1 белая колесница | A10 чёрная колесница · B10 чёрный конь · C10 чёрный слон · D10 чёрный охранник · F10 чёрный охранник · G10 чёрный слон · H10 чёрный конь · I10 чёрная колесница · E9 чёрный генерал · B8 чёрная пушка · H8 чёрная пушка · A7 чёрный солдат · C7 чёрный солдат · E7 чёрный солдат · G7 чёрный солдат · I7 чёрный солдат · A4 белый солдат · C4 белый солдат · E4 белый солдат · G4 белый солдат · I4 белый солдат · B3 белая пушка · H3 белая пушка · E2 белый генерал · A1 белая колесница · B1 белый конь · C1 белый слон · D1 белый охранник · F1 белый охранник · G1 белый слон · H1 белый конь · I1 белая колесница | A10 чёрная колесница · B10 чёрный конь · C10 чёрный слон · D10 чёрный охранник · F10 чёрный охранник · G10 чёрный слон · H10 чёрный конь · I10 чёрная колесница · E9 чёрный генерал · B8 чёрная пушка · H8 чёрная пушка · A7 чёрный солдат · C7 чёрный солдат · E7 чёрный солдат · G7 чёрный солдат · I7 чёрный солдат · A4 белый солдат · C4 белый солдат · E4 белый солдат · G4 белый солдат · I4 белый солдат · B3 белая пушка · H3 белая пушка · E2 белый генерал · A1 белая колесница · B1 белый конь · C1 белый слон · D1 белый охранник · F1 белый охранник · G1 белый слон · H1 белый конь · I1 белая колесница | 9  |
| 8  | A10 чёрная колесница · B10 чёрный конь · C10 чёрный слон · D10 чёрный охранник · F10 чёрный охранник · G10 чёрный слон · H10 чёрный конь · I10 чёрная колесница · E9 чёрный генерал · B8 чёрная пушка · H8 чёрная пушка · A7 чёрный солдат · C7 чёрный солдат · E7 чёрный солдат · G7 чёрный солдат · I7 чёрный солдат · A4 белый солдат · C4 белый солдат · E4 белый солдат · G4 белый солдат · I4 белый солдат · B3 белая пушка · H3 белая пушка · E2 белый генерал · A1 белая колесница · B1 белый конь · C1 белый слон · D1 белый охранник · F1 белый охранник · G1 белый слон · H1 белый конь · I1 белая колесница | A10 чёрная колесница · B10 чёрный конь · C10 чёрный слон · D10 чёрный охранник · F10 чёрный охранник · G10 чёрный слон · H10 чёрный конь · I10 чёрная колесница · E9 чёрный генерал · B8 чёрная пушка · H8 чёрная пушка · A7 чёрный солдат · C7 чёрный солдат · E7 чёрный солдат · G7 чёрный солдат · I7 чёрный солдат · A4 белый солдат · C4 белый солдат · E4 белый солдат · G4 белый солдат · I4 белый солдат · B3 белая пушка · H3 белая пушка · E2 белый генерал · A1 белая колесница · B1 белый конь · C1 белый слон · D1 белый охранник · F1 белый охранник · G1 белый слон · H1 белый конь · I1 белая колесница | A10 чёрная колесница · B10 чёрный конь · C10 чёрный слон · D10 чёрный охранник · F10 чёрный охранник · G10 чёрный слон · H10 чёрный конь · I10 чёрная колесница · E9 чёрный генерал · B8 чёрная пушка · H8 чёрная пушка · A7 чёрный солдат · C7 чёрный солдат · E7 чёрный солдат · G7 чёрный солдат · I7 чёрный солдат · A4 белый солдат · C4 белый солдат · E4 белый солдат · G4 белый солдат · I4 белый солдат · B3 белая пушка · H3 белая пушка · E2 белый генерал · A1 белая колесница · B1 белый конь · C1 белый слон · D1 белый охранник · F1 белый охранник · G1 белый слон · H1 белый конь · I1 белая колесница | A10 чёрная колесница · B10 чёрный конь · C10 чёрный слон · D10 чёрный охранник · F10 чёрный охранник · G10 чёрный слон · H10 чёрный конь · I10 чёрная колесница · E9 чёрный генерал · B8 чёрная пушка · H8 чёрная пушка · A7 чёрный солдат · C7 чёрный солдат · E7 чёрный солдат · G7 чёрный солдат · I7 чёрный солдат · A4 белый солдат · C4 белый солдат · E4 белый солдат · G4 белый солдат · I4 белый солдат · B3 белая пушка · H3 белая пушка · E2 белый генерал · A1 белая колесница · B1 белый конь · C1 белый слон · D1 белый охранник · F1 белый охранник · G1 белый слон · H1 белый конь · I1 белая колесница | A10 чёрная колесница · B10 чёрный конь · C10 чёрный слон · D10 чёрный охранник · F10 чёрный охранник · G10 чёрный слон · H10 чёрный конь · I10 чёрная колесница · E9 чёрный генерал · B8 чёрная пушка · H8 чёрная пушка · A7 чёрный солдат · C7 чёрный солдат · E7 чёрный солдат · G7 чёрный солдат · I7 чёрный солдат · A4 белый солдат · C4 белый солдат · E4 белый солдат · G4 белый солдат · I4 белый солдат · B3 белая пушка · H3 белая пушка · E2 белый генерал · A1 белая колесница · B1 белый конь · C1 белый слон · D1 белый охранник · F1 белый охранник · G1 белый слон · H1 белый конь · I1 белая колесница | A10 чёрная колесница · B10 чёрный конь · C10 чёрный слон · D10 чёрный охранник · F10 чёрный охранник · G10 чёрный слон · H10 чёрный конь · I10 чёрная колесница · E9 чёрный генерал · B8 чёрная пушка · H8 чёрная пушка · A7 чёрный солдат · C7 чёрный солдат · E7 чёрный солдат · G7 чёрный солдат · I7 чёрный солдат · A4 белый солдат · C4 белый солдат · E4 белый солдат · G4 белый солдат · I4 белый солдат · B3 белая пушка · H3 белая пушка · E2 белый генерал · A1 белая колесница · B1 белый конь · C1 белый слон · D1 белый охранник · F1 белый охранник · G1 белый слон · H1 белый конь · I1 белая колесница | A10 чёрная колесница · B10 чёрный конь · C10 чёрный слон · D10 чёрный охранник · F10 чёрный охранник · G10 чёрный слон · H10 чёрный конь · I10 чёрная колесница · E9 чёрный генерал · B8 чёрная пушка · H8 чёрная пушка · A7 чёрный солдат · C7 чёрный солдат · E7 чёрный солдат · G7 чёрный солдат · I7 чёрный солдат · A4 белый солдат · C4 белый солдат · E4 белый солдат · G4 белый солдат · I4 белый солдат · B3 белая пушка · H3 белая пушка · E2 белый генерал · A1 белая колесница · B1 белый конь · C1 белый слон · D1 белый охранник · F1 белый охранник · G1 белый слон · H1 белый конь · I1 белая колесница | A10 чёрная колесница · B10 чёрный конь · C10 чёрный слон · D10 чёрный охранник · F10 чёрный охранник · G10 чёрный слон · H10 чёрный конь · I10 чёрная колесница · E9 чёрный генерал · B8 чёрная пушка · H8 чёрная пушка · A7 чёрный солдат · C7 чёрный солдат · E7 чёрный солдат · G7 чёрный солдат · I7 чёрный солдат · A4 белый солдат · C4 белый солдат · E4 белый солдат · G4 белый солдат · I4 белый солдат · B3 белая пушка · H3 белая пушка · E2 белый генерал · A1 белая колесница · B1 белый конь · C1 белый слон · D1 белый охранник · F1 белый охранник · G1 белый слон · H1 белый конь · I1 белая колесница | A10 чёрная колесница · B10 чёрный конь · C10 чёрный слон · D10 чёрный охранник · F10 чёрный охранник · G10 чёрный слон · H10 чёрный конь · I10 чёрная колесница · E9 чёрный генерал · B8 чёрная пушка · H8 чёрная пушка · A7 чёрный солдат · C7 чёрный солдат · E7 чёрный солдат · G7 чёрный солдат · I7 чёрный солдат · A4 белый солдат · C4 белый солдат · E4 белый солдат · G4 белый солдат · I4 белый солдат · B3 белая пушка · H3 белая пушка · E2 белый генерал · A1 белая колесница · B1 белый конь · C1 белый слон · D1 белый охранник · F1 белый охранник · G1 белый слон · H1 белый конь · I1 белая колесница | 8  |
| 7  | A10 чёрная колесница · B10 чёрный конь · C10 чёрный слон · D10 чёрный охранник · F10 чёрный охранник · G10 чёрный слон · H10 чёрный конь · I10 чёрная колесница · E9 чёрный генерал · B8 чёрная пушка · H8 чёрная пушка · A7 чёрный солдат · C7 чёрный солдат · E7 чёрный солдат · G7 чёрный солдат · I7 чёрный солдат · A4 белый солдат · C4 белый солдат · E4 белый солдат · G4 белый солдат · I4 белый солдат · B3 белая пушка · H3 белая пушка · E2 белый генерал · A1 белая колесница · B1 белый конь · C1 белый слон · D1 белый охранник · F1 белый охранник · G1 белый слон · H1 белый конь · I1 белая колесница | A10 чёрная колесница · B10 чёрный конь · C10 чёрный слон · D10 чёрный охранник · F10 чёрный охранник · G10 чёрный слон · H10 чёрный конь · I10 чёрная колесница · E9 чёрный генерал · B8 чёрная пушка · H8 чёрная пушка · A7 чёрный солдат · C7 чёрный солдат · E7 чёрный солдат · G7 чёрный солдат · I7 чёрный солдат · A4 белый солдат · C4 белый солдат · E4 белый солдат · G4 белый солдат · I4 белый солдат · B3 белая пушка · H3 белая пушка · E2 белый генерал · A1 белая колесница · B1 белый конь · C1 белый слон · D1 белый охранник · F1 белый охранник · G1 белый слон · H1 белый конь · I1 белая колесница | A10 чёрная колесница · B10 чёрный конь · C10 чёрный слон · D10 чёрный охранник · F10 чёрный охранник · G10 чёрный слон · H10 чёрный конь · I10 чёрная колесница · E9 чёрный генерал · B8 чёрная пушка · H8 чёрная пушка · A7 чёрный солдат · C7 чёрный солдат · E7 чёрный солдат · G7 чёрный солдат · I7 чёрный солдат · A4 белый солдат · C4 белый солдат · E4 белый солдат · G4 белый солдат · I4 белый солдат · B3 белая пушка · H3 белая пушка · E2 белый генерал · A1 белая колесница · B1 белый конь · C1 белый слон · D1 белый охранник · F1 белый охранник · G1 белый слон · H1 белый конь · I1 белая колесница | A10 чёрная колесница · B10 чёрный конь · C10 чёрный слон · D10 чёрный охранник · F10 чёрный охранник · G10 чёрный слон · H10 чёрный конь · I10 чёрная колесница · E9 чёрный генерал · B8 чёрная пушка · H8 чёрная пушка · A7 чёрный солдат · C7 чёрный солдат · E7 чёрный солдат · G7 чёрный солдат · I7 чёрный солдат · A4 белый солдат · C4 белый солдат · E4 белый солдат · G4 белый солдат · I4 белый солдат · B3 белая пушка · H3 белая пушка · E2 белый генерал · A1 белая колесница · B1 белый конь · C1 белый слон · D1 белый охранник · F1 белый охранник · G1 белый слон · H1 белый конь · I1 белая колесница | A10 чёрная колесница · B10 чёрный конь · C10 чёрный слон · D10 чёрный охранник · F10 чёрный охранник · G10 чёрный слон · H10 чёрный конь · I10 чёрная колесница · E9 чёрный генерал · B8 чёрная пушка · H8 чёрная пушка · A7 чёрный солдат · C7 чёрный солдат · E7 чёрный солдат · G7 чёрный солдат · I7 чёрный солдат · A4 белый солдат · C4 белый солдат · E4 белый солдат · G4 белый солдат · I4 белый солдат · B3 белая пушка · H3 белая пушка · E2 белый генерал · A1 белая колесница · B1 белый конь · C1 белый слон · D1 белый охранник · F1 белый охранник · G1 белый слон · H1 белый конь · I1 белая колесница | A10 чёрная колесница · B10 чёрный конь · C10 чёрный слон · D10 чёрный охранник · F10 чёрный охранник · G10 чёрный слон · H10 чёрный конь · I10 чёрная колесница · E9 чёрный генерал · B8 чёрная пушка · H8 чёрная пушка · A7 чёрный солдат · C7 чёрный солдат · E7 чёрный солдат · G7 чёрный солдат · I7 чёрный солдат · A4 белый солдат · C4 белый солдат · E4 белый солдат · G4 белый солдат · I4 белый солдат · B3 белая пушка · H3 белая пушка · E2 белый генерал · A1 белая колесница · B1 белый конь · C1 белый слон · D1 белый охранник · F1 белый охранник · G1 белый слон · H1 белый конь · I1 белая колесница | A10 чёрная колесница · B10 чёрный конь · C10 чёрный слон · D10 чёрный охранник · F10 чёрный охранник · G10 чёрный слон · H10 чёрный конь · I10 чёрная колесница · E9 чёрный генерал · B8 чёрная пушка · H8 чёрная пушка · A7 чёрный солдат · C7 чёрный солдат · E7 чёрный солдат · G7 чёрный солдат · I7 чёрный солдат · A4 белый солдат · C4 белый солдат · E4 белый солдат · G4 белый солдат · I4 белый солдат · B3 белая пушка · H3 белая пушка · E2 белый генерал · A1 белая колесница · B1 белый конь · C1 белый слон · D1 белый охранник · F1 белый охранник · G1 белый слон · H1 белый конь · I1 белая колесница | A10 чёрная колесница · B10 чёрный конь · C10 чёрный слон · D10 чёрный охранник · F10 чёрный охранник · G10 чёрный слон · H10 чёрный конь · I10 чёрная колесница · E9 чёрный генерал · B8 чёрная пушка · H8 чёрная пушка · A7 чёрный солдат · C7 чёрный солдат · E7 чёрный солдат · G7 чёрный солдат · I7 чёрный солдат · A4 белый солдат · C4 белый солдат · E4 белый солдат · G4 белый солдат · I4 белый солдат · B3 белая пушка · H3 белая пушка · E2 белый генерал · A1 белая колесница · B1 белый конь · C1 белый слон · D1 белый охранник · F1 белый охранник · G1 белый слон · H1 белый конь · I1 белая колесница | A10 чёрная колесница · B10 чёрный конь · C10 чёрный слон · D10 чёрный охранник · F10 чёрный охранник · G10 чёрный слон · H10 чёрный конь · I10 чёрная колесница · E9 чёрный генерал · B8 чёрная пушка · H8 чёрная пушка · A7 чёрный солдат · C7 чёрный солдат · E7 чёрный солдат · G7 чёрный солдат · I7 чёрный солдат · A4 белый солдат · C4 белый солдат · E4 белый солдат · G4 белый солдат · I4 белый солдат · B3 белая пушка · H3 белая пушка · E2 белый генерал · A1 белая колесница · B1 белый конь · C1 белый слон · D1 белый охранник · F1 белый охранник · G1 белый слон · H1 белый конь · I1 белая колесница | 7  |
| 6  | A10 чёрная колесница · B10 чёрный конь · C10 чёрный слон · D10 чёрный охранник · F10 чёрный охранник · G10 чёрный слон · H10 чёрный конь · I10 чёрная колесница · E9 чёрный генерал · B8 чёрная пушка · H8 чёрная пушка · A7 чёрный солдат · C7 чёрный солдат · E7 чёрный солдат · G7 чёрный солдат · I7 чёрный солдат · A4 белый солдат · C4 белый солдат · E4 белый солдат · G4 белый солдат · I4 белый солдат · B3 белая пушка · H3 белая пушка · E2 белый генерал · A1 белая колесница · B1 белый конь · C1 белый слон · D1 белый охранник · F1 белый охранник · G1 белый слон · H1 белый конь · I1 белая колесница | A10 чёрная колесница · B10 чёрный конь · C10 чёрный слон · D10 чёрный охранник · F10 чёрный охранник · G10 чёрный слон · H10 чёрный конь · I10 чёрная колесница · E9 чёрный генерал · B8 чёрная пушка · H8 чёрная пушка · A7 чёрный солдат · C7 чёрный солдат · E7 чёрный солдат · G7 чёрный солдат · I7 чёрный солдат · A4 белый солдат · C4 белый солдат · E4 белый солдат · G4 белый солдат · I4 белый солдат · B3 белая пушка · H3 белая пушка · E2 белый генерал · A1 белая колесница · B1 белый конь · C1 белый слон · D1 белый охранник · F1 белый охранник · G1 белый слон · H1 белый конь · I1 белая колесница | A10 чёрная колесница · B10 чёрный конь · C10 чёрный слон · D10 чёрный охранник · F10 чёрный охранник · G10 чёрный слон · H10 чёрный конь · I10 чёрная колесница · E9 чёрный генерал · B8 чёрная пушка · H8 чёрная пушка · A7 чёрный солдат · C7 чёрный солдат · E7 чёрный солдат · G7 чёрный солдат · I7 чёрный солдат · A4 белый солдат · C4 белый солдат · E4 белый солдат · G4 белый солдат · I4 белый солдат · B3 белая пушка · H3 белая пушка · E2 белый генерал · A1 белая колесница · B1 белый конь · C1 белый слон · D1 белый охранник · F1 белый охранник · G1 белый слон · H1 белый конь · I1 белая колесница | A10 чёрная колесница · B10 чёрный конь · C10 чёрный слон · D10 чёрный охранник · F10 чёрный охранник · G10 чёрный слон · H10 чёрный конь · I10 чёрная колесница · E9 чёрный генерал · B8 чёрная пушка · H8 чёрная пушка · A7 чёрный солдат · C7 чёрный солдат · E7 чёрный солдат · G7 чёрный солдат · I7 чёрный солдат · A4 белый солдат · C4 белый солдат · E4 белый солдат · G4 белый солдат · I4 белый солдат · B3 белая пушка · H3 белая пушка · E2 белый генерал · A1 белая колесница · B1 белый конь · C1 белый слон · D1 белый охранник · F1 белый охранник · G1 белый слон · H1 белый конь · I1 белая колесница | A10 чёрная колесница · B10 чёрный конь · C10 чёрный слон · D10 чёрный охранник · F10 чёрный охранник · G10 чёрный слон · H10 чёрный конь · I10 чёрная колесница · E9 чёрный генерал · B8 чёрная пушка · H8 чёрная пушка · A7 чёрный солдат · C7 чёрный солдат · E7 чёрный солдат · G7 чёрный солдат · I7 чёрный солдат · A4 белый солдат · C4 белый солдат · E4 белый солдат · G4 белый солдат · I4 белый солдат · B3 белая пушка · H3 белая пушка · E2 белый генерал · A1 белая колесница · B1 белый конь · C1 белый слон · D1 белый охранник · F1 белый охранник · G1 белый слон · H1 белый конь · I1 белая колесница | A10 чёрная колесница · B10 чёрный конь · C10 чёрный слон · D10 чёрный охранник · F10 чёрный охранник · G10 чёрный слон · H10 чёрный конь · I10 чёрная колесница · E9 чёрный генерал · B8 чёрная пушка · H8 чёрная пушка · A7 чёрный солдат · C7 чёрный солдат · E7 чёрный солдат · G7 чёрный солдат · I7 чёрный солдат · A4 белый солдат · C4 белый солдат · E4 белый солдат · G4 белый солдат · I4 белый солдат · B3 белая пушка · H3 белая пушка · E2 белый генерал · A1 белая колесница · B1 белый конь · C1 белый слон · D1 белый охранник · F1 белый охранник · G1 белый слон · H1 белый конь · I1 белая колесница | A10 чёрная колесница · B10 чёрный конь · C10 чёрный слон · D10 чёрный охранник · F10 чёрный охранник · G10 чёрный слон · H10 чёрный конь · I10 чёрная колесница · E9 чёрный генерал · B8 чёрная пушка · H8 чёрная пушка · A7 чёрный солдат · C7 чёрный солдат · E7 чёрный солдат · G7 чёрный солдат · I7 чёрный солдат · A4 белый солдат · C4 белый солдат · E4 белый солдат · G4 белый солдат · I4 белый солдат · B3 белая пушка · H3 белая пушка · E2 белый генерал · A1 белая колесница · B1 белый конь · C1 белый слон · D1 белый охранник · F1 белый охранник · G1 белый слон · H1 белый конь · I1 белая колесница | A10 чёрная колесница · B10 чёрный конь · C10 чёрный слон · D10 чёрный охранник · F10 чёрный охранник · G10 чёрный слон · H10 чёрный конь · I10 чёрная колесница · E9 чёрный генерал · B8 чёрная пушка · H8 чёрная пушка · A7 чёрный солдат · C7 чёрный солдат · E7 чёрный солдат · G7 чёрный солдат · I7 чёрный солдат · A4 белый солдат · C4 белый солдат · E4 белый солдат · G4 белый солдат · I4 белый солдат · B3 белая пушка · H3 белая пушка · E2 белый генерал · A1 белая колесница · B1 белый конь · C1 белый слон · D1 белый охранник · F1 белый охранник · G1 белый слон · H1 белый конь · I1 белая колесница | A10 чёрная колесница · B10 чёрный конь · C10 чёрный слон · D10 чёрный охранник · F10 чёрный охранник · G10 чёрный слон · H10 чёрный конь · I10 чёрная колесница · E9 чёрный генерал · B8 чёрная пушка · H8 чёрная пушка · A7 чёрный солдат · C7 чёрный солдат · E7 чёрный солдат · G7 чёрный солдат · I7 чёрный солдат · A4 белый солдат · C4 белый солдат · E4 белый солдат · G4 белый солдат · I4 белый солдат · B3 белая пушка · H3 белая пушка · E2 белый генерал · A1 белая колесница · B1 белый конь · C1 белый слон · D1 белый охранник · F1 белый охранник · G1 белый слон · H1 белый конь · I1 белая колесница | 6  |
| 5  | A10 чёрная колесница · B10 чёрный конь · C10 чёрный слон · D10 чёрный охранник · F10 чёрный охранник · G10 чёрный слон · H10 чёрный конь · I10 чёрная колесница · E9 чёрный генерал · B8 чёрная пушка · H8 чёрная пушка · A7 чёрный солдат · C7 чёрный солдат · E7 чёрный солдат · G7 чёрный солдат · I7 чёрный солдат · A4 белый солдат · C4 белый солдат · E4 белый солдат · G4 белый солдат · I4 белый солдат · B3 белая пушка · H3 белая пушка · E2 белый генерал · A1 белая колесница · B1 белый конь · C1 белый слон · D1 белый охранник · F1 белый охранник · G1 белый слон · H1 белый конь · I1 белая колесница | A10 чёрная колесница · B10 чёрный конь · C10 чёрный слон · D10 чёрный охранник · F10 чёрный охранник · G10 чёрный слон · H10 чёрный конь · I10 чёрная колесница · E9 чёрный генерал · B8 чёрная пушка · H8 чёрная пушка · A7 чёрный солдат · C7 чёрный солдат · E7 чёрный солдат · G7 чёрный солдат · I7 чёрный солдат · A4 белый солдат · C4 белый солдат · E4 белый солдат · G4 белый солдат · I4 белый солдат · B3 белая пушка · H3 белая пушка · E2 белый генерал · A1 белая колесница · B1 белый конь · C1 белый слон · D1 белый охранник · F1 белый охранник · G1 белый слон · H1 белый конь · I1 белая колесница | A10 чёрная колесница · B10 чёрный конь · C10 чёрный слон · D10 чёрный охранник · F10 чёрный охранник · G10 чёрный слон · H10 чёрный конь · I10 чёрная колесница · E9 чёрный генерал · B8 чёрная пушка · H8 чёрная пушка · A7 чёрный солдат · C7 чёрный солдат · E7 чёрный солдат · G7 чёрный солдат · I7 чёрный солдат · A4 белый солдат · C4 белый солдат · E4 белый солдат · G4 белый солдат · I4 белый солдат · B3 белая пушка · H3 белая пушка · E2 белый генерал · A1 белая колесница · B1 белый конь · C1 белый слон · D1 белый охранник · F1 белый охранник · G1 белый слон · H1 белый конь · I1 белая колесница | A10 чёрная колесница · B10 чёрный конь · C10 чёрный слон · D10 чёрный охранник · F10 чёрный охранник · G10 чёрный слон · H10 чёрный конь · I10 чёрная колесница · E9 чёрный генерал · B8 чёрная пушка · H8 чёрная пушка · A7 чёрный солдат · C7 чёрный солдат · E7 чёрный солдат · G7 чёрный солдат · I7 чёрный солдат · A4 белый солдат · C4 белый солдат · E4 белый солдат · G4 белый солдат · I4 белый солдат · B3 белая пушка · H3 белая пушка · E2 белый генерал · A1 белая колесница · B1 белый конь · C1 белый слон · D1 белый охранник · F1 белый охранник · G1 белый слон · H1 белый конь · I1 белая колесница | A10 чёрная колесница · B10 чёрный конь · C10 чёрный слон · D10 чёрный охранник · F10 чёрный охранник · G10 чёрный слон · H10 чёрный конь · I10 чёрная колесница · E9 чёрный генерал · B8 чёрная пушка · H8 чёрная пушка · A7 чёрный солдат · C7 чёрный солдат · E7 чёрный солдат · G7 чёрный солдат · I7 чёрный солдат · A4 белый солдат · C4 белый солдат · E4 белый солдат · G4 белый солдат · I4 белый солдат · B3 белая пушка · H3 белая пушка · E2 белый генерал · A1 белая колесница · B1 белый конь · C1 белый слон · D1 белый охранник · F1 белый охранник · G1 белый слон · H1 белый конь · I1 белая колесница | A10 чёрная колесница · B10 чёрный конь · C10 чёрный слон · D10 чёрный охранник · F10 чёрный охранник · G10 чёрный слон · H10 чёрный конь · I10 чёрная колесница · E9 чёрный генерал · B8 чёрная пушка · H8 чёрная пушка · A7 чёрный солдат · C7 чёрный солдат · E7 чёрный солдат · G7 чёрный солдат · I7 чёрный солдат · A4 белый солдат · C4 белый солдат · E4 белый солдат · G4 белый солдат · I4 белый солдат · B3 белая пушка · H3 белая пушка · E2 белый генерал · A1 белая колесница · B1 белый конь · C1 белый слон · D1 белый охранник · F1 белый охранник · G1 белый слон · H1 белый конь · I1 белая колесница | A10 чёрная колесница · B10 чёрный конь · C10 чёрный слон · D10 чёрный охранник · F10 чёрный охранник · G10 чёрный слон · H10 чёрный конь · I10 чёрная колесница · E9 чёрный генерал · B8 чёрная пушка · H8 чёрная пушка · A7 чёрный солдат · C7 чёрный солдат · E7 чёрный солдат · G7 чёрный солдат · I7 чёрный солдат · A4 белый солдат · C4 белый солдат · E4 белый солдат · G4 белый солдат · I4 белый солдат · B3 белая пушка · H3 белая пушка · E2 белый генерал · A1 белая колесница · B1 белый конь · C1 белый слон · D1 белый охранник · F1 белый охранник · G1 белый слон · H1 белый конь · I1 белая колесница | A10 чёрная колесница · B10 чёрный конь · C10 чёрный слон · D10 чёрный охранник · F10 чёрный охранник · G10 чёрный слон · H10 чёрный конь · I10 чёрная колесница · E9 чёрный генерал · B8 чёрная пушка · H8 чёрная пушка · A7 чёрный солдат · C7 чёрный солдат · E7 чёрный солдат · G7 чёрный солдат · I7 чёрный солдат · A4 белый солдат · C4 белый солдат · E4 белый солдат · G4 белый солдат · I4 белый солдат · B3 белая пушка · H3 белая пушка · E2 белый генерал · A1 белая колесница · B1 белый конь · C1 белый слон · D1 белый охранник · F1 белый охранник · G1 белый слон · H1 белый конь · I1 белая колесница | A10 чёрная колесница · B10 чёрный конь · C10 чёрный слон · D10 чёрный охранник · F10 чёрный охранник · G10 чёрный слон · H10 чёрный конь · I10 чёрная колесница · E9 чёрный генерал · B8 чёрная пушка · H8 чёрная пушка · A7 чёрный солдат · C7 чёрный солдат · E7 чёрный солдат · G7 чёрный солдат · I7 чёрный солдат · A4 белый солдат · C4 белый солдат · E4 белый солдат · G4 белый солдат · I4 белый солдат · B3 белая пушка · H3 белая пушка · E2 белый генерал · A1 белая колесница · B1 белый конь · C1 белый слон · D1 белый охранник · F1 белый охранник · G1 белый слон · H1 белый конь · I1 белая колесница | 5  |
| 4  | A10 чёрная колесница · B10 чёрный конь · C10 чёрный слон · D10 чёрный охранник · F10 чёрный охранник · G10 чёрный слон · H10 чёрный конь · I10 чёрная колесница · E9 чёрный генерал · B8 чёрная пушка · H8 чёрная пушка · A7 чёрный солдат · C7 чёрный солдат · E7 чёрный солдат · G7 чёрный солдат · I7 чёрный солдат · A4 белый солдат · C4 белый солдат · E4 белый солдат · G4 белый солдат · I4 белый солдат · B3 белая пушка · H3 белая пушка · E2 белый генерал · A1 белая колесница · B1 белый конь · C1 белый слон · D1 белый охранник · F1 белый охранник · G1 белый слон · H1 белый конь · I1 белая колесница | A10 чёрная колесница · B10 чёрный конь · C10 чёрный слон · D10 чёрный охранник · F10 чёрный охранник · G10 чёрный слон · H10 чёрный конь · I10 чёрная колесница · E9 чёрный генерал · B8 чёрная пушка · H8 чёрная пушка · A7 чёрный солдат · C7 чёрный солдат · E7 чёрный солдат · G7 чёрный солдат · I7 чёрный солдат · A4 белый солдат · C4 белый солдат · E4 белый солдат · G4 белый солдат · I4 белый солдат · B3 белая пушка · H3 белая пушка · E2 белый генерал · A1 белая колесница · B1 белый конь · C1 белый слон · D1 белый охранник · F1 белый охранник · G1 белый слон · H1 белый конь · I1 белая колесница | A10 чёрная колесница · B10 чёрный конь · C10 чёрный слон · D10 чёрный охранник · F10 чёрный охранник · G10 чёрный слон · H10 чёрный конь · I10 чёрная колесница · E9 чёрный генерал · B8 чёрная пушка · H8 чёрная пушка · A7 чёрный солдат · C7 чёрный солдат · E7 чёрный солдат · G7 чёрный солдат · I7 чёрный солдат · A4 белый солдат · C4 белый солдат · E4 белый солдат · G4 белый солдат · I4 белый солдат · B3 белая пушка · H3 белая пушка · E2 белый генерал · A1 белая колесница · B1 белый конь · C1 белый слон · D1 белый охранник · F1 белый охранник · G1 белый слон · H1 белый конь · I1 белая колесница | A10 чёрная колесница · B10 чёрный конь · C10 чёрный слон · D10 чёрный охранник · F10 чёрный охранник · G10 чёрный слон · H10 чёрный конь · I10 чёрная колесница · E9 чёрный генерал · B8 чёрная пушка · H8 чёрная пушка · A7 чёрный солдат · C7 чёрный солдат · E7 чёрный солдат · G7 чёрный солдат · I7 чёрный солдат · A4 белый солдат · C4 белый солдат · E4 белый солдат · G4 белый солдат · I4 белый солдат · B3 белая пушка · H3 белая пушка · E2 белый генерал · A1 белая колесница · B1 белый конь · C1 белый слон · D1 белый охранник · F1 белый охранник · G1 белый слон · H1 белый конь · I1 белая колесница | A10 чёрная колесница · B10 чёрный конь · C10 чёрный слон · D10 чёрный охранник · F10 чёрный охранник · G10 чёрный слон · H10 чёрный конь · I10 чёрная колесница · E9 чёрный генерал · B8 чёрная пушка · H8 чёрная пушка · A7 чёрный солдат · C7 чёрный солдат · E7 чёрный солдат · G7 чёрный солдат · I7 чёрный солдат · A4 белый солдат · C4 белый солдат · E4 белый солдат · G4 белый солдат · I4 белый солдат · B3 белая пушка · H3 белая пушка · E2 белый генерал · A1 белая колесница · B1 белый конь · C1 белый слон · D1 белый охранник · F1 белый охранник · G1 белый слон · H1 белый конь · I1 белая колесница | A10 чёрная колесница · B10 чёрный конь · C10 чёрный слон · D10 чёрный охранник · F10 чёрный охранник · G10 чёрный слон · H10 чёрный конь · I10 чёрная колесница · E9 чёрный генерал · B8 чёрная пушка · H8 чёрная пушка · A7 чёрный солдат · C7 чёрный солдат · E7 чёрный солдат · G7 чёрный солдат · I7 чёрный солдат · A4 белый солдат · C4 белый солдат · E4 белый солдат · G4 белый солдат · I4 белый солдат · B3 белая пушка · H3 белая пушка · E2 белый генерал · A1 белая колесница · B1 белый конь · C1 белый слон · D1 белый охранник · F1 белый охранник · G1 белый слон · H1 белый конь · I1 белая колесница | A10 чёрная колесница · B10 чёрный конь · C10 чёрный слон · D10 чёрный охранник · F10 чёрный охранник · G10 чёрный слон · H10 чёрный конь · I10 чёрная колесница · E9 чёрный генерал · B8 чёрная пушка · H8 чёрная пушка · A7 чёрный солдат · C7 чёрный солдат · E7 чёрный солдат · G7 чёрный солдат · I7 чёрный солдат · A4 белый солдат · C4 белый солдат · E4 белый солдат · G4 белый солдат · I4 белый солдат · B3 белая пушка · H3 белая пушка · E2 белый генерал · A1 белая колесница · B1 белый конь · C1 белый слон · D1 белый охранник · F1 белый охранник · G1 белый слон · H1 белый конь · I1 белая колесница | A10 чёрная колесница · B10 чёрный конь · C10 чёрный слон · D10 чёрный охранник · F10 чёрный охранник · G10 чёрный слон · H10 чёрный конь · I10 чёрная колесница · E9 чёрный генерал · B8 чёрная пушка · H8 чёрная пушка · A7 чёрный солдат · C7 чёрный солдат · E7 чёрный солдат · G7 чёрный солдат · I7 чёрный солдат · A4 белый солдат · C4 белый солдат · E4 белый солдат · G4 белый солдат · I4 белый солдат · B3 белая пушка · H3 белая пушка · E2 белый генерал · A1 белая колесница · B1 белый конь · C1 белый слон · D1 белый охранник · F1 белый охранник · G1 белый слон · H1 белый конь · I1 белая колесница | A10 чёрная колесница · B10 чёрный конь · C10 чёрный слон · D10 чёрный охранник · F10 чёрный охранник · G10 чёрный слон · H10 чёрный конь · I10 чёрная колесница · E9 чёрный генерал · B8 чёрная пушка · H8 чёрная пушка · A7 чёрный солдат · C7 чёрный солдат · E7 чёрный солдат · G7 чёрный солдат · I7 чёрный солдат · A4 белый солдат · C4 белый солдат · E4 белый солдат · G4 белый солдат · I4 белый солдат · B3 белая пушка · H3 белая пушка · E2 белый генерал · A1 белая колесница · B1 белый конь · C1 белый слон · D1 белый охранник · F1 белый охранник · G1 белый слон · H1 белый конь · I1 белая колесница | 4  |
| 3  | A10 чёрная колесница · B10 чёрный конь · C10 чёрный слон · D10 чёрный охранник · F10 чёрный охранник · G10 чёрный слон · H10 чёрный конь · I10 чёрная колесница · E9 чёрный генерал · B8 чёрная пушка · H8 чёрная пушка · A7 чёрный солдат · C7 чёрный солдат · E7 чёрный солдат · G7 чёрный солдат · I7 чёрный солдат · A4 белый солдат · C4 белый солдат · E4 белый солдат · G4 белый солдат · I4 белый солдат · B3 белая пушка · H3 белая пушка · E2 белый генерал · A1 белая колесница · B1 белый конь · C1 белый слон · D1 белый охранник · F1 белый охранник · G1 белый слон · H1 белый конь · I1 белая колесница | A10 чёрная колесница · B10 чёрный конь · C10 чёрный слон · D10 чёрный охранник · F10 чёрный охранник · G10 чёрный слон · H10 чёрный конь · I10 чёрная колесница · E9 чёрный генерал · B8 чёрная пушка · H8 чёрная пушка · A7 чёрный солдат · C7 чёрный солдат · E7 чёрный солдат · G7 чёрный солдат · I7 чёрный солдат · A4 белый солдат · C4 белый солдат · E4 белый солдат · G4 белый солдат · I4 белый солдат · B3 белая пушка · H3 белая пушка · E2 белый генерал · A1 белая колесница · B1 белый конь · C1 белый слон · D1 белый охранник · F1 белый охранник · G1 белый слон · H1 белый конь · I1 белая колесница | A10 чёрная колесница · B10 чёрный конь · C10 чёрный слон · D10 чёрный охранник · F10 чёрный охранник · G10 чёрный слон · H10 чёрный конь · I10 чёрная колесница · E9 чёрный генерал · B8 чёрная пушка · H8 чёрная пушка · A7 чёрный солдат · C7 чёрный солдат · E7 чёрный солдат · G7 чёрный солдат · I7 чёрный солдат · A4 белый солдат · C4 белый солдат · E4 белый солдат · G4 белый солдат · I4 белый солдат · B3 белая пушка · H3 белая пушка · E2 белый генерал · A1 белая колесница · B1 белый конь · C1 белый слон · D1 белый охранник · F1 белый охранник · G1 белый слон · H1 белый конь · I1 белая колесница | A10 чёрная колесница · B10 чёрный конь · C10 чёрный слон · D10 чёрный охранник · F10 чёрный охранник · G10 чёрный слон · H10 чёрный конь · I10 чёрная колесница · E9 чёрный генерал · B8 чёрная пушка · H8 чёрная пушка · A7 чёрный солдат · C7 чёрный солдат · E7 чёрный солдат · G7 чёрный солдат · I7 чёрный солдат · A4 белый солдат · C4 белый солдат · E4 белый солдат · G4 белый солдат · I4 белый солдат · B3 белая пушка · H3 белая пушка · E2 белый генерал · A1 белая колесница · B1 белый конь · C1 белый слон · D1 белый охранник · F1 белый охранник · G1 белый слон · H1 белый конь · I1 белая колесница | A10 чёрная колесница · B10 чёрный конь · C10 чёрный слон · D10 чёрный охранник · F10 чёрный охранник · G10 чёрный слон · H10 чёрный конь · I10 чёрная колесница · E9 чёрный генерал · B8 чёрная пушка · H8 чёрная пушка · A7 чёрный солдат · C7 чёрный солдат · E7 чёрный солдат · G7 чёрный солдат · I7 чёрный солдат · A4 белый солдат · C4 белый солдат · E4 белый солдат · G4 белый солдат · I4 белый солдат · B3 белая пушка · H3 белая пушка · E2 белый генерал · A1 белая колесница · B1 белый конь · C1 белый слон · D1 белый охранник · F1 белый охранник · G1 белый слон · H1 белый конь · I1 белая колесница | A10 чёрная колесница · B10 чёрный конь · C10 чёрный слон · D10 чёрный охранник · F10 чёрный охранник · G10 чёрный слон · H10 чёрный конь · I10 чёрная колесница · E9 чёрный генерал · B8 чёрная пушка · H8 чёрная пушка · A7 чёрный солдат · C7 чёрный солдат · E7 чёрный солдат · G7 чёрный солдат · I7 чёрный солдат · A4 белый солдат · C4 белый солдат · E4 белый солдат · G4 белый солдат · I4 белый солдат · B3 белая пушка · H3 белая пушка · E2 белый генерал · A1 белая колесница · B1 белый конь · C1 белый слон · D1 белый охранник · F1 белый охранник · G1 белый слон · H1 белый конь · I1 белая колесница | A10 чёрная колесница · B10 чёрный конь · C10 чёрный слон · D10 чёрный охранник · F10 чёрный охранник · G10 чёрный слон · H10 чёрный конь · I10 чёрная колесница · E9 чёрный генерал · B8 чёрная пушка · H8 чёрная пушка · A7 чёрный солдат · C7 чёрный солдат · E7 чёрный солдат · G7 чёрный солдат · I7 чёрный солдат · A4 белый солдат · C4 белый солдат · E4 белый солдат · G4 белый солдат · I4 белый солдат · B3 белая пушка · H3 белая пушка · E2 белый генерал · A1 белая колесница · B1 белый конь · C1 белый слон · D1 белый охранник · F1 белый охранник · G1 белый слон · H1 белый конь · I1 белая колесница | A10 чёрная колесница · B10 чёрный конь · C10 чёрный слон · D10 чёрный охранник · F10 чёрный охранник · G10 чёрный слон · H10 чёрный конь · I10 чёрная колесница · E9 чёрный генерал · B8 чёрная пушка · H8 чёрная пушка · A7 чёрный солдат · C7 чёрный солдат · E7 чёрный солдат · G7 чёрный солдат · I7 чёрный солдат · A4 белый солдат · C4 белый солдат · E4 белый солдат · G4 белый солдат · I4 белый солдат · B3 белая пушка · H3 белая пушка · E2 белый генерал · A1 белая колесница · B1 белый конь · C1 белый слон · D1 белый охранник · F1 белый охранник · G1 белый слон · H1 белый конь · I1 белая колесница | A10 чёрная колесница · B10 чёрный конь · C10 чёрный слон · D10 чёрный охранник · F10 чёрный охранник · G10 чёрный слон · H10 чёрный конь · I10 чёрная колесница · E9 чёрный генерал · B8 чёрная пушка · H8 чёрная пушка · A7 чёрный солдат · C7 чёрный солдат · E7 чёрный солдат · G7 чёрный солдат · I7 чёрный солдат · A4 белый солдат · C4 белый солдат · E4 белый солдат · G4 белый солдат · I4 белый солдат · B3 белая пушка · H3 белая пушка · E2 белый генерал · A1 белая колесница · B1 белый конь · C1 белый слон · D1 белый охранник · F1 белый охранник · G1 белый слон · H1 белый конь · I1 белая колесница | 3  |
| 2  | A10 чёрная колесница · B10 чёрный конь · C10 чёрный слон · D10 чёрный охранник · F10 чёрный охранник · G10 чёрный слон · H10 чёрный конь · I10 чёрная колесница · E9 чёрный генерал · B8 чёрная пушка · H8 чёрная пушка · A7 чёрный солдат · C7 чёрный солдат · E7 чёрный солдат · G7 чёрный солдат · I7 чёрный солдат · A4 белый солдат · C4 белый солдат · E4 белый солдат · G4 белый солдат · I4 белый солдат · B3 белая пушка · H3 белая пушка · E2 белый генерал · A1 белая колесница · B1 белый конь · C1 белый слон · D1 белый охранник · F1 белый охранник · G1 белый слон · H1 белый конь · I1 белая колесница | A10 чёрная колесница · B10 чёрный конь · C10 чёрный слон · D10 чёрный охранник · F10 чёрный охранник · G10 чёрный слон · H10 чёрный конь · I10 чёрная колесница · E9 чёрный генерал · B8 чёрная пушка · H8 чёрная пушка · A7 чёрный солдат · C7 чёрный солдат · E7 чёрный солдат · G7 чёрный солдат · I7 чёрный солдат · A4 белый солдат · C4 белый солдат · E4 белый солдат · G4 белый солдат · I4 белый солдат · B3 белая пушка · H3 белая пушка · E2 белый генерал · A1 белая колесница · B1 белый конь · C1 белый слон · D1 белый охранник · F1 белый охранник · G1 белый слон · H1 белый конь · I1 белая колесница | A10 чёрная колесница · B10 чёрный конь · C10 чёрный слон · D10 чёрный охранник · F10 чёрный охранник · G10 чёрный слон · H10 чёрный конь · I10 чёрная колесница · E9 чёрный генерал · B8 чёрная пушка · H8 чёрная пушка · A7 чёрный солдат · C7 чёрный солдат · E7 чёрный солдат · G7 чёрный солдат · I7 чёрный солдат · A4 белый солдат · C4 белый солдат · E4 белый солдат · G4 белый солдат · I4 белый солдат · B3 белая пушка · H3 белая пушка · E2 белый генерал · A1 белая колесница · B1 белый конь · C1 белый слон · D1 белый охранник · F1 белый охранник · G1 белый слон · H1 белый конь · I1 белая колесница | A10 чёрная колесница · B10 чёрный конь · C10 чёрный слон · D10 чёрный охранник · F10 чёрный охранник · G10 чёрный слон · H10 чёрный конь · I10 чёрная колесница · E9 чёрный генерал · B8 чёрная пушка · H8 чёрная пушка · A7 чёрный солдат · C7 чёрный солдат · E7 чёрный солдат · G7 чёрный солдат · I7 чёрный солдат · A4 белый солдат · C4 белый солдат · E4 белый солдат · G4 белый солдат · I4 белый солдат · B3 белая пушка · H3 белая пушка · E2 белый генерал · A1 белая колесница · B1 белый конь · C1 белый слон · D1 белый охранник · F1 белый охранник · G1 белый слон · H1 белый конь · I1 белая колесница | A10 чёрная колесница · B10 чёрный конь · C10 чёрный слон · D10 чёрный охранник · F10 чёрный охранник · G10 чёрный слон · H10 чёрный конь · I10 чёрная колесница · E9 чёрный генерал · B8 чёрная пушка · H8 чёрная пушка · A7 чёрный солдат · C7 чёрный солдат · E7 чёрный солдат · G7 чёрный солдат · I7 чёрный солдат · A4 белый солдат · C4 белый солдат · E4 белый солдат · G4 белый солдат · I4 белый солдат · B3 белая пушка · H3 белая пушка · E2 белый генерал · A1 белая колесница · B1 белый конь · C1 белый слон · D1 белый охранник · F1 белый охранник · G1 белый слон · H1 белый конь · I1 белая колесница | A10 чёрная колесница · B10 чёрный конь · C10 чёрный слон · D10 чёрный охранник · F10 чёрный охранник · G10 чёрный слон · H10 чёрный конь · I10 чёрная колесница · E9 чёрный генерал · B8 чёрная пушка · H8 чёрная пушка · A7 чёрный солдат · C7 чёрный солдат · E7 чёрный солдат · G7 чёрный солдат · I7 чёрный солдат · A4 белый солдат · C4 белый солдат · E4 белый солдат · G4 белый солдат · I4 белый солдат · B3 белая пушка · H3 белая пушка · E2 белый генерал · A1 белая колесница · B1 белый конь · C1 белый слон · D1 белый охранник · F1 белый охранник · G1 белый слон · H1 белый конь · I1 белая колесница | A10 чёрная колесница · B10 чёрный конь · C10 чёрный слон · D10 чёрный охранник · F10 чёрный охранник · G10 чёрный слон · H10 чёрный конь · I10 чёрная колесница · E9 чёрный генерал · B8 чёрная пушка · H8 чёрная пушка · A7 чёрный солдат · C7 чёрный солдат · E7 чёрный солдат · G7 чёрный солдат · I7 чёрный солдат · A4 белый солдат · C4 белый солдат · E4 белый солдат · G4 белый солдат · I4 белый солдат · B3 белая пушка · H3 белая пушка · E2 белый генерал · A1 белая колесница · B1 белый конь · C1 белый слон · D1 белый охранник · F1 белый охранник · G1 белый слон · H1 белый конь · I1 белая колесница | A10 чёрная колесница · B10 чёрный конь · C10 чёрный слон · D10 чёрный охранник · F10 чёрный охранник · G10 чёрный слон · H10 чёрный конь · I10 чёрная колесница · E9 чёрный генерал · B8 чёрная пушка · H8 чёрная пушка · A7 чёрный солдат · C7 чёрный солдат · E7 чёрный солдат · G7 чёрный солдат · I7 чёрный солдат · A4 белый солдат · C4 белый солдат · E4 белый солдат · G4 белый солдат · I4 белый солдат · B3 белая пушка · H3 белая пушка · E2 белый генерал · A1 белая колесница · B1 белый конь · C1 белый слон · D1 белый охранник · F1 белый охранник · G1 белый слон · H1 белый конь · I1 белая колесница | A10 чёрная колесница · B10 чёрный конь · C10 чёрный слон · D10 чёрный охранник · F10 чёрный охранник · G10 чёрный слон · H10 чёрный конь · I10 чёрная колесница · E9 чёрный генерал · B8 чёрная пушка · H8 чёрная пушка · A7 чёрный солдат · C7 чёрный солдат · E7 чёрный солдат · G7 чёрный солдат · I7 чёрный солдат · A4 белый солдат · C4 белый солдат · E4 белый солдат · G4 белый солдат · I4 белый солдат · B3 белая пушка · H3 белая пушка · E2 белый генерал · A1 белая колесница · B1 белый конь · C1 белый слон · D1 белый охранник · F1 белый охранник · G1 белый слон · H1 белый конь · I1 белая колесница | 2  |
| 1  | A10 чёрная колесница · B10 чёрный конь · C10 чёрный слон · D10 чёрный охранник · F10 чёрный охранник · G10 чёрный слон · H10 чёрный конь · I10 чёрная колесница · E9 чёрный генерал · B8 чёрная пушка · H8 чёрная пушка · A7 чёрный солдат · C7 чёрный солдат · E7 чёрный солдат · G7 чёрный солдат · I7 чёрный солдат · A4 белый солдат · C4 белый солдат · E4 белый солдат · G4 белый солдат · I4 белый солдат · B3 белая пушка · H3 белая пушка · E2 белый генерал · A1 белая колесница · B1 белый конь · C1 белый слон · D1 белый охранник · F1 белый охранник · G1 белый слон · H1 белый конь · I1 белая колесница | A10 чёрная колесница · B10 чёрный конь · C10 чёрный слон · D10 чёрный охранник · F10 чёрный охранник · G10 чёрный слон · H10 чёрный конь · I10 чёрная колесница · E9 чёрный генерал · B8 чёрная пушка · H8 чёрная пушка · A7 чёрный солдат · C7 чёрный солдат · E7 чёрный солдат · G7 чёрный солдат · I7 чёрный солдат · A4 белый солдат · C4 белый солдат · E4 белый солдат · G4 белый солдат · I4 белый солдат · B3 белая пушка · H3 белая пушка · E2 белый генерал · A1 белая колесница · B1 белый конь · C1 белый слон · D1 белый охранник · F1 белый охранник · G1 белый слон · H1 белый конь · I1 белая колесница | A10 чёрная колесница · B10 чёрный конь · C10 чёрный слон · D10 чёрный охранник · F10 чёрный охранник · G10 чёрный слон · H10 чёрный конь · I10 чёрная колесница · E9 чёрный генерал · B8 чёрная пушка · H8 чёрная пушка · A7 чёрный солдат · C7 чёрный солдат · E7 чёрный солдат · G7 чёрный солдат · I7 чёрный солдат · A4 белый солдат · C4 белый солдат · E4 белый солдат · G4 белый солдат · I4 белый солдат · B3 белая пушка · H3 белая пушка · E2 белый генерал · A1 белая колесница · B1 белый конь · C1 белый слон · D1 белый охранник · F1 белый охранник · G1 белый слон · H1 белый конь · I1 белая колесница | A10 чёрная колесница · B10 чёрный конь · C10 чёрный слон · D10 чёрный охранник · F10 чёрный охранник · G10 чёрный слон · H10 чёрный конь · I10 чёрная колесница · E9 чёрный генерал · B8 чёрная пушка · H8 чёрная пушка · A7 чёрный солдат · C7 чёрный солдат · E7 чёрный солдат · G7 чёрный солдат · I7 чёрный солдат · A4 белый солдат · C4 белый солдат · E4 белый солдат · G4 белый солдат · I4 белый солдат · B3 белая пушка · H3 белая пушка · E2 белый генерал · A1 белая колесница · B1 белый конь · C1 белый слон · D1 белый охранник · F1 белый охранник · G1 белый слон · H1 белый конь · I1 белая колесница | A10 чёрная колесница · B10 чёрный конь · C10 чёрный слон · D10 чёрный охранник · F10 чёрный охранник · G10 чёрный слон · H10 чёрный конь · I10 чёрная колесница · E9 чёрный генерал · B8 чёрная пушка · H8 чёрная пушка · A7 чёрный солдат · C7 чёрный солдат · E7 чёрный солдат · G7 чёрный солдат · I7 чёрный солдат · A4 белый солдат · C4 белый солдат · E4 белый солдат · G4 белый солдат · I4 белый солдат · B3 белая пушка · H3 белая пушка · E2 белый генерал · A1 белая колесница · B1 белый конь · C1 белый слон · D1 белый охранник · F1 белый охранник · G1 белый слон · H1 белый конь · I1 белая колесница | A10 чёрная колесница · B10 чёрный конь · C10 чёрный слон · D10 чёрный охранник · F10 чёрный охранник · G10 чёрный слон · H10 чёрный конь · I10 чёрная колесница · E9 чёрный генерал · B8 чёрная пушка · H8 чёрная пушка · A7 чёрный солдат · C7 чёрный солдат · E7 чёрный солдат · G7 чёрный солдат · I7 чёрный солдат · A4 белый солдат · C4 белый солдат · E4 белый солдат · G4 белый солдат · I4 белый солдат · B3 белая пушка · H3 белая пушка · E2 белый генерал · A1 белая колесница · B1 белый конь · C1 белый слон · D1 белый охранник · F1 белый охранник · G1 белый слон · H1 белый конь · I1 белая колесница | A10 чёрная колесница · B10 чёрный конь · C10 чёрный слон · D10 чёрный охранник · F10 чёрный охранник · G10 чёрный слон · H10 чёрный конь · I10 чёрная колесница · E9 чёрный генерал · B8 чёрная пушка · H8 чёрная пушка · A7 чёрный солдат · C7 чёрный солдат · E7 чёрный солдат · G7 чёрный солдат · I7 чёрный солдат · A4 белый солдат · C4 белый солдат · E4 белый солдат · G4 белый солдат · I4 белый солдат · B3 белая пушка · H3 белая пушка · E2 белый генерал · A1 белая колесница · B1 белый конь · C1 белый слон · D1 белый охранник · F1 белый охранник · G1 белый слон · H1 белый конь · I1 белая колесница | A10 чёрная колесница · B10 чёрный конь · C10 чёрный слон · D10 чёрный охранник · F10 чёрный охранник · G10 чёрный слон · H10 чёрный конь · I10 чёрная колесница · E9 чёрный генерал · B8 чёрная пушка · H8 чёрная пушка · A7 чёрный солдат · C7 чёрный солдат · E7 чёрный солдат · G7 чёрный солдат · I7 чёрный солдат · A4 белый солдат · C4 белый солдат · E4 белый солдат · G4 белый солдат · I4 белый солдат · B3 белая пушка · H3 белая пушка · E2 белый генерал · A1 белая колесница · B1 белый конь · C1 белый слон · D1 белый охранник · F1 белый охранник · G1 белый слон · H1 белый конь · I1 белая колесница | A10 чёрная колесница · B10 чёрный конь · C10 чёрный слон · D10 чёрный охранник · F10 чёрный охранник · G10 чёрный слон · H10 чёрный конь · I10 чёрная колесница · E9 чёрный генерал · B8 чёрная пушка · H8 чёрная пушка · A7 чёрный солдат · C7 чёрный солдат · E7 чёрный солдат · G7 чёрный солдат · I7 чёрный солдат · A4 белый солдат · C4 белый солдат · E4 белый солдат · G4 белый солдат · I4 белый солдат · B3 белая пушка · H3 белая пушка · E2 белый генерал · A1 белая колесница · B1 белый конь · C1 белый слон · D1 белый охранник · F1 белый охранник · G1 белый слон · H1 белый конь · I1 белая колесница | 1  |
|    | A | B | C | D | E | F | G | H | I |    |

По аналогии с европейским вариантом сянци, возможен таковой и для чанги, с доской 9 × 10 клеток.